# 萱蒲寺

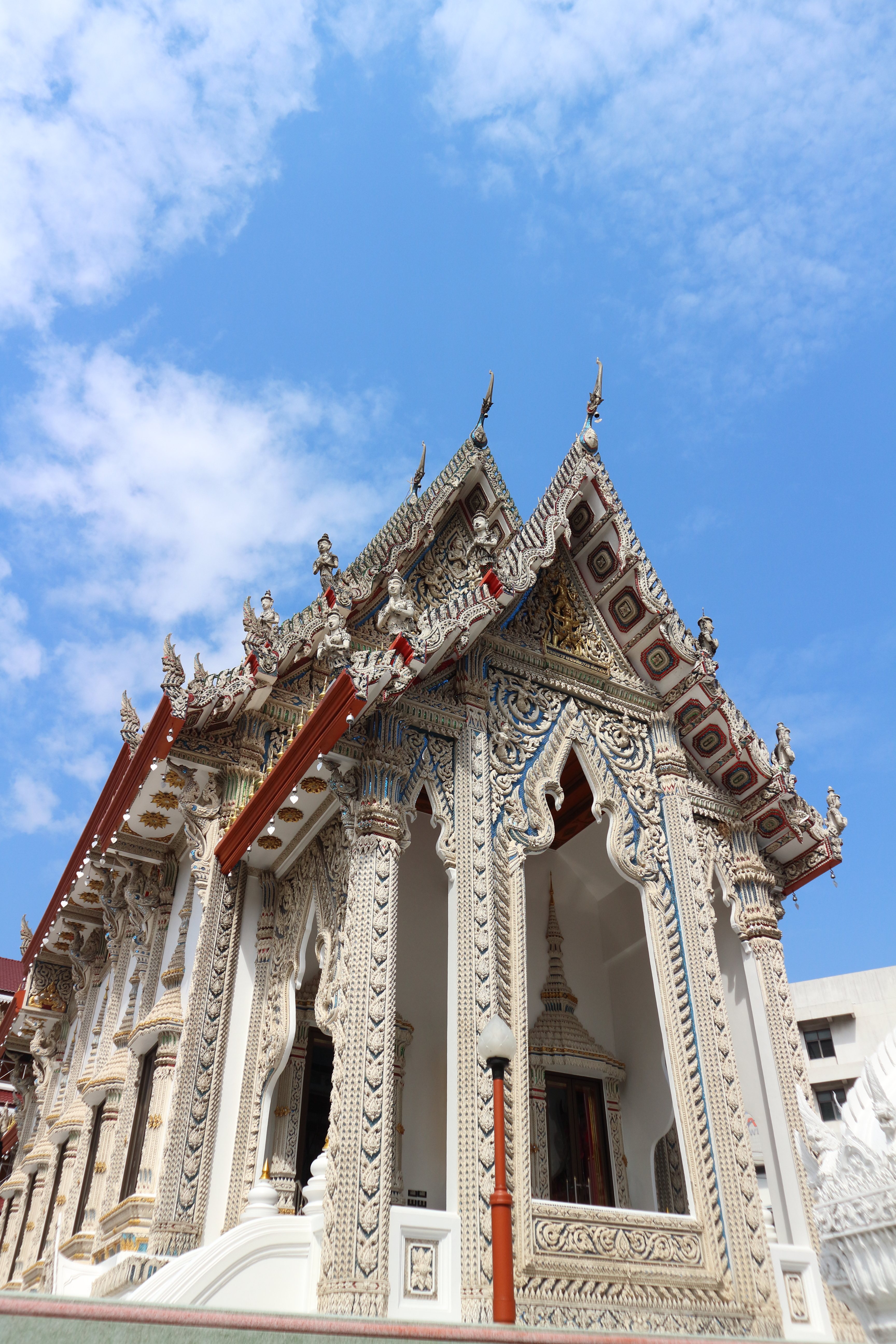
石龍軍路的哇萱蒲寺之山門

萱蒲寺或哇萱蒲寺是一座位於泰國的首都曼谷的然那哇縣之石龍軍路42/1號，鄰近石龍軍42街的泰国佛寺。

## 历史
萱蒲寺始建于1797年，于1848年获得皇家维松坎西玛勋章（建造佛堂的区域）。因寺庙周围有一条“Khlong Silom”大运河而命名为空隆寺（英語：。“Khlong Silom”是与寺庙分开的运河。这条运河现在已经变成了如今的是隆路。至于萱蒲寺这个名字，是因为寺庙周围有华人以种植槟榔为业。随后村民们联合起来修建了一座寺庙，改名为萱蒲寺，并沿用至今。

## 建築
- 暹羅風格的木造建築物，使用許多藍色玻璃磚。
- 大殿供奉一尊大卧佛
- 觀世音菩薩寶殿。
- 圍牆盡是精美彩繪壁畫，展示各種佛教故事。

## 外部連結
- 哇萱蒲寺的英文照片冊（页面存档备份，存于）
- 2009年4月拍攝的哇萱蒲寺之影像

13°43′18″N 100°30′55″E / 13.72167°N 100.51528°E